# Daniela Araújo
Daniela Araújo  (São Paulo, 11 de agosto de 1984) nombre artístico de Daniela Araújo de Souza, es una cantante, compositora, multiinstrumentista, productora y arreglista brasileña, con trabajos dentro del pop y la música cristiana contemporánea.
Su carrera comenzó con su álbum homónimo Daniela Araújo, lanzado en 2011, luego en 2014 llegó el álbum Criador do Mundo, el cual estuvo en primer lugar de ventas en iTunes al momento del lanzamiento. Luego, la artista produjo nuevos trabajos, como Creator of the World Live (2016) y el proyecto Doze (2017), escritos y grabados con la colaboración de sus fanáticos. En 2018, el artista lanzó dos singles, "Ruídos" y " Sonhadora". En agosto de 2019, la cantante lanzó con ONErpm, su primer sencillo en español, "Mi Jesús", con la participación de Evan Craft. Sus álbumes Catarse: Lado A y Catarse: Lado B han estado nominados a los Premios Grammy Latinos como "Mejor álbum cristiano (en portugués)".

## Carrera
Hija de artistas de música cristiana brasileña, su padre, Jorge Araújo, cantante y productor musical, y su madre, Eula Paula, una cantante pentecostal. Daniela pasó su infancia y adolescencia en estudios, grabaciones y espectáculos, junto con sus hermanos, con quienes era parte del grupo "Turma do Barulho" durante los años 90.
Después de casarse con el cantante Leonardo Gonçalves, Daniela continuó trabajando en su primer trabajo en solitario, Daniela Araújo, que fue lanzado en 2011 por Sony Music Brasil. El álbum, fue nominado a la categoría "Revelación" en el Trofeo Promesas de 2012. Daniela lanzó 4 videoclips de este CD en su canal VEVO (que superó millones de visitas): "Guia-me", "Milimeter", "Dono dos Meus Dias" (finalista del Trofeo Promesas 2013) y "De Deus". 
En 2013, comenzó a producir su segundo álbum, Criador do Mundo, lanzado en mayo de 2014, que se convirtió en el líder de ventas en iTunes en Brasil. El proyecto fue distribuido por Onimusic.
En este momento, Daniela trabajó en paralelo con su hermano, el productor Jorginho Araújo, en la producción de varios álbumes cristianos como "Geração de Jesus", de Jotta A (2013), "Pra Onde Iremos?", de Gabriela Rocha (2014), "Lugar Secreto" de Bekah Costa (2015) y ''Before We Are One" de Priscilla Alcantara (2015). Por el álbum trabajado para Jotta, obtuvieron una nominación a los Premios Grammy Latinos en la categoría "Álbum cristiano (Portugués)".
En enero de 2017, lanzó con "Som Livre" el álbum Doze, cuya propuesta era presentar canciones que había escrito en base a temas sugeridos por el público. El proyecto contó con la cooperación de los fanáticos a través de las redes sociales del artista, quienes durante 2015 dieron sugerencias de temas para la composición y producción de canciones, que se lanzarían durante todos los meses del año 2015. Durante el desarrollo del proyecto, también se produjo el clip de la canción más famosa del proyecto, correspondiente al mes de abril, "Nação da Cruz". El proyecto continuó en 2016, cuando el cantante se unió al elenco del sello Som Livre , recibiendo el apoyo del sello para finalizar y lanzar el proyecto. La primera canción del proyecto lanzado fue "Febrero", y la que terminó el año 2015 fue "Noviembre". Con el proyecto completado en 2016, se lanzaron "enero", "diciembre" y una canción adicional "Be the Center". Esta canción contó con la participación de la cantante Fernanda Brum, más la producción de un clip. El álbum Doze contó con la participación de artistas como Mauro Henrique (vocalista de Oficina G3), DJ PV, Priscilla Alcántara y el rapero Kivitz. El proyecto fue nombrado "Doze" con la ayuda de los fanáticos; Doce por los 12 discípulos de Jesús y por cómo fue registrado, en los doce meses del año. En 2017, se realizó la grabación de DVD Doze, con versiones en vivo de las canciones del álbum. 
También en 2017, en asociación con Som Livre , la cantante grabó algunos de sus éxitos: una versión acústica de la canción "Guia-me". En septiembre del mismo año, lanzó 2 canciones en sociedad con Deezer, "Sala" y "Luz".
En 2018, el cantante lanzó los sencillos "Ruídos" y "Sonhadora". En noviembre, lanzó el video de "Sonhadora", llegando a los puestos de uno de los videos más vistos de la semana en la plataforma de YouTube.
Desde 2019, Daniela ha estado colaborando con varios artistas cristianos en lenguaje español, como Indiomar, Kev Miranda, Dominico González y Evan Craft. En mayo de 2020, lanzó Catarse: Lado A (Live), con audio extraído de la grabación del DVD, realizado en diciembre del año 2019, al igual que un tema en torno a la depresión, junto a Jotta A y Rubinsky RBK.

## Vida personal
En 2006, en los ensayos para la grabación de las voces del DVD Deus de Promessas Ao Vivo, de la banda Toque no Altar, conoció a Leonardo Gonçalves, también cantante, que luego se convertiría en su esposo. Los músicos permanecieron juntos durante años hasta que, en 2015, Daniela anunció el divorcio en sus redes sociales.
En agosto de 2017, se lanzaron audios donde el cantante aparece bajo la influencia de las drogas. La producción de la cantante pidió comprensión a los fanáticos, afirmando que Daniela estaba con su familia y que aún no comentaría sobre el asunto. El incidente llevó a la cantante a alejarse de las redes sociales y también a tomarse un descanso en su carrera para comenzar su tratamiento.
Meses después, la cantante reactivó sus redes sociales donde hizo el primer contacto con los seguidores después del evento, revelando que estaba pasando tiempo en Estância Paraíso, en Belo Horizonte, siendo pastoreada y bien tratada por un equipo dirigido por Pra. Ezenete Rodrigues.
Daniela tuvo la oportunidad de disculparse y reunirse con Dios en su vida. Durante el proceso, muchos cristianos de todo Brasil enviaron mensajes de apoyo al cantante. En 2018, regresó al ministerio con su nueva canción "Ruídos", que contiene su trayectoria personal contada como una forma de testimonio.

## Discografía
Álbumes de estudio
- 2011 - Daniela Araújo
- 2014 - Criador do Mundo
- 2017 - Doze

EP
- 2017 - Verano (en vivo)
- 2017 - Otoño (en vivo)
- 2017 - Invierno (en vivo)
- 2017 - Primavera (en vivo)
- 2019 - Catarse: Lado A
- 2020 - Catarse: Lado B

Álbumes en vivo
- 2016 - Criador do Mundo (Ao Vivo)
- 2020 - Catarse: Lado A (Live)

Videografia
- 2016 - Creador del mundo (en vivo)